# Serraca bicolor
Serraca bicolor är en fjärilsart som beskrevs av Barend J. Lempke 1951. Serraca bicolor ingår i släktet Serraca och familjen mätare. Inga underarter finns listade i Catalogue of Life.